# Cavellinidae
De Cavellinidae zijn een familie van uitgestorven kreeftachtigen uit de klasse van de Ostracoda (mosselkreeftjes).

## Geslachten
- Alatacavellina Wang, 1983 †
- Bektasia Özdikmen, 2010 †
- Birdsalella Coryell & Booth, 1933 †
- Cavellina Coryell, 1928 †
- Cavussurella Gramm, 1969 †
- Gotlandella Adamczak, 1966 †
- Hebellum Gailite, 1967 †
- Mennerella Egorov, 1950 †
- Neckajatia Schallreuter, 1974 †
- Paracavellina Cooper, 1941 †
- Perimennerella Wang & Shi, 1982 †
- Pseudocavellina Krandijevsky, 1963 †
- Quadraticavellina Shi, 1964 †
- Semilukiella Egorov, 1950 †
- Sulcella Coryell & Sample, 1932 †
- Sulcocavellina Egorov, 1950 †
- Voronina Polenova, 1952 †